# Dersú
Dersú (en rus: Дерсу) és un poble del krai de Primórie, a l'Extrem Orient de Rússia, que en el cens del 2010 tenia 19 habitants.